# Аноне Венето
Ано̀не Вѐнето (на италиански: Annone Veneto; на венециански: Anòn, Анон, на фриулски: Danòn, Данон) е малко градче и община в Северна Италия, провинция Венеция, регион Венето. Разположено е на 9 m надморска височина. Населението на общината е 3998 души (към 2014 г.).